# Məlikli (Zərdab)
Məlikli è un comune dell'Azerbaigian situato nel distretto di Zərdab. Conta una popolazione di 1 745 abitanti.